# Arroyo Arazá
Der Arroyo Arazá ist ein Fluss in Uruguay.
Er entspringt nordwestlich der Quelle des Arroyo de las Palmas. Von dort verläuft er auf dem Gebiet des Departamento Flores in nördliche Richtung, passiert den rechter Hand gelegenen Cerro Arazá und mündet als linksseitiger Nebenfluss nördlich des Cerro Azará in den Río Yí.